# Andra Manson
Andra Kareem Manson (Brenham, 30 aprile 1984) è un altista statunitense, medaglia di bronzo ai mondiali indoor di Valencia 2008.

## Biografia
Iniziò la sua carriera sportiva alla Brenham High School, dove eccelleva nella pallacanestro segnando una media di oltre 20 punti a partita.
Dal 2002 cominciò a dedicarsi al salto in alto e vincendo il campionato nazionale juniores ottenne il pass per i mondiali di categoria a Kingston (Giamaica), dove vinse la medaglia d'oro con 2,31 m (record nazionale juniores). Non si qualificò per i principali eventi internazionali dal 2003 al 2007 ma si rifece nel 2008 ai mondiali indoor di Valencia, dove vinse con 2,30 m la medaglia di bronzo a pari merito con il cipriota Kyriakos Iōannou, dietro allo svedese Stefan Holm (oro) ed al russo Jaroslav Rybakov (argento).
A luglio 2008, al meeting di Atene, Manson subì un infortunio che frenò la sua preparazione per i Giochi olimpici a Pechino, dove condizionato dai problemi fisici non superò le qualificazioni. Ai Mondiali del 2009 a Berlino si qualificò per la finale ma fu solo nono con 2,23 m.
I suoi primati personali sono 2,35 m all'aperto e 2,33 m indoor. Vive ad Austin.

## Palmarès
| Anno | Manifestazione  | Sede     | Evento        | Risultato | Prestazione | Note |
| ---- | --------------- | -------- | ------------- | --------- | ----------- | ---- |
| 2002 | Mondiali U20    | Kingston | Salto in alto | Oro       | 2,31 m      |      |
| 2008 | Mondiali indoor | Valencia | Salto in alto | Bronzo    | 2,30 m      |      |
| 2008 | Giochi olimpici | Pechino  | Salto in alto | 13º (q)   | 2,25 m      |      |
| 2009 | Mondiali        | Berlino  | Salto in alto | 9º        | 2,23 m      |      |